# 小野政直
小野政直（—1554年）為日本戰國時代武將，為遠江國引佐郡井伊谷國人井伊氏之家老。
原居住於豐田郡小野村，經井伊直平招募後成為井伊氏之重臣並擔任家老，先後經歷井伊直平、井伊直滿、井伊直盛三位主君。
1541年井伊氏臣服駿河國國主今川氏後，1544年小野政直向駿府的今川義元密告井伊直滿及其兄弟井伊直義計畫謀反，造成井伊直義遭今川氏殺害。
1554年過世。育有小野道好、小野朝直二子；其中小野朝直之子小野朝之及其子孫後來成為井伊直政長子井伊直勝一系之家老。